# Marineret sild
Marinerede sild er en europæisk delikatesse og er almindelige i det baltiske, nordiske, hollandske, tyske, polske, skotske og jødiske køkken. Retten består af sild, der normalt saltes for at udtrække vand. Dernæst lægges sildene i en lage af eddike, salt og sukker, der f.eks. krydres med peberkorn, løg og laurbærblade.  
Marinerede sild kendes helt fra middelalderen, da tilberedningen gjorde dem holdbare til fasten.
Retten spises ofte omkring højtiderne som jul, påske og midsommer, ledsaget af snaps og på rugbrød, knækbrød eller med kartofler til.
| Mad og drikke | Spire Denne artikel om mad og drikke er en spire som bør udbygges. Du er velkommen til at hjælpe Wikipedia ved at udvide den. |